# Christian Keller (Politiker, 1968)
Christian Jon Keller (* 1968; heimatberechtigt in Feusisberg) ist ein Schweizer Politiker (Grüne).

## Leben
Christian Keller studierte Geschichte und Germanistik an der Universität Basel. Nach Tätigkeiten als Journalist, Korrektor und journalistischer Fachcoach im Integrationsbereich war er als Kommunikationsverantwortlicher und Projektleiter bei Fussverkehr Schweiz tätig. Seit 2019 ist er Geschäftsführer der Sektion Aargau des Verkehrs-Club der Schweiz. Keller lebt seit 2003 mit seiner Partnerin in Nussbaumen in der Gemeinde Obersiggenthal.

## Politik
Christian Keller gründete mit Eva Eliassen die Grünen Obersiggenthal, die bei den Gemeindewahlen 2009 zwei Sitze im Einwohnerrat (Legislative) gewannen. Keller war von 2010 bis 2019 Mitglied des Einwohnerrates von Obersiggenthal, 2018 bis 2019 als Vorsitzender. Er war Mitglied der Finanzkommission und der Verkehrskommission.
Bei den Wahlen 2019 wurde Keller in den Gemeinderat (Exekutive) von Obersiggenthal gewählt, dem er seit 2020 angehört. Er leitet das Ressort Bildung und Jugend.
Christian Keller rückte im Juni 2020 für die zurückgetretene Kim Schweri in den Grossen Rat des Kantons Aargau nach. Er war 2020 Mitglied der Kommission Volkswirtschaft und Abgaben und ist seit 2021 Mitglied der Kommission Umwelt, Bau, Verkehr, Energie und Raumordnung.
Christian Keller ist seit 2009 Präsident der Grünen Obersiggenthal und seit 2016 Co-Präsident der Grünen Bezirk Baden. Er war von 2010 bis 2018 Vorstandsmitglied der Sektion Aargau des Verkehrs-Club der Schweiz und ist seit 2017 Vorstandsmitglied von Fussverkehr Kanton Aargau.